# لافترية فينيقية
لافترية فينيقية[بحاجة لمصدر] (الاسم العلمي:Lavatera phoenicea) هي نوع غير مؤكد من النباتات يتبع جنس اللافترية من الفصيلة الخبازية.